# 400 mètres quatre nages féminin aux championnats du monde de natation 2023
Cet article traite de l'épreuve féminine. Pour la compétition masculine, voir 400 mètres quatre nages masculin aux championnats du monde de natation 2023.
Le 400 mètres quatre nages féminin est une épreuve de natation sportive des championnats du monde de natation 2023. Elle a lieu le 30 juillet 2023 à Fukuoka au Japon.

## Records
Avant cette compétition, les records dans cette discipline étaient :
| Record du monde       | 4 min 25 s 87 | Summer McIntosh | 1er avril 2023  | Toronto, Canada   |
| Record du championnat | 4 min 29 s 33 | Katinka Hosszú  | 30 juillet 2017 | Budapest, Hongrie |

## Résultats détaillés
Les 8 meilleurs temps des séries se qualifient pour la finale (F).

### Séries
| Rang | Série | Ligne | Nageuse                    | Pays | Temps         | Commentaire |
| ---- | ----- | ----- | -------------------------- | --- | ------------- | ----------- |
| 1    | 4     | 5     | Jenna Forrester            | Australie | 4 min 5 s 88  | F           |
| 2    | 4     | 4     | Summer McIntosh            | Canada | 4 min 36 s 57 | F           |
| 3    | 4     | 2     | Mio Narita                 | Japon | 4 min 38 s 05 | F           |
| 4    | 4     | 3     | Freya Colbert              | Grande-Bretagne | 4 min 38 s 29 | F           |
| 5    | 3     | 4     | Katie Grimes               | États-Unis | 4 min 38 s 39 | F           |
| 6    | 4     | 6     | Sara Franceschi            | Italie | 4 min 38 s 89 | F           |
| 7    | 3     | 5     | Alex Walsh                 | États-Unis | 4 min 39 s 42 | F           |
| 8    | 3     | 2     | Katie Shanahan             | Grande-Bretagne | 4 min 39 s 46 | F           |
| 9    | 3     | 6     | Ageha Tanigawa             | Japon | 4 min 40 s 21 |             |
| 10   | 4     | 1     | Viktória Mihályvári-Farkas | Hongrie | 4 min 41 s 28 |             |
| 11   | 3     | 3     | Yu Yiting                  | Chine | 4 min 41 s 84 |             |
| 12   | 3     | 1     | Ge Chutong                 | Chine | 4 min 41 s 87 |             |
| 13   | 4     | 7     | Kiah Melverton             | Australie | 4 min 41 s 96 |             |
| 14   | 3     | 7     | Fantine Lesaffre           | France | 4 min 42 s 07 |             |
| 15   | 4     | 9     | Alba Vázquez               | Espagne | 4 min 42 s 11 |             |
| 16   | 3     | 9     | Ellen Walshe               | Irlande | 4 min 43 s 24 |             |
| 17   | 4     | 0     | Ella Jansen                | Canada | 4 min 43 s 35 |             |
| 18   | 3     | 8     | Zsuzsanna Jakabos          | Hongrie | 4 min 43 s 52 |             |
| 19   | 2     | 5     | Kim Seo-yeong              | Corée du Sud | 4 min 45 s 04 |             |
| 20   | 4     | 8     | Cyrielle Duhamel           | France | 4 min 45 s 32 |             |
| 21   | 2     | 8     | Rebecca Meder              | Afrique du Sud | 4 min 45 s 68 |             |
| 22   | 2     | 4     | Anja Crevar                | Serbie | 4 min 46 s 26 |             |
| 23   | 2     | 0     | Kristen Romano             | Porto Rico | 4 min 48 s 24 |             |
| 24   | 2     | 1     | Kamonchanok Kwanmuang      | Thaïlande | 4 min 48 s 97 |             |
| 25   | 2     | 7     | Xiandi Chua                | SMFWorld Aquatics : Suspended Member Federation (Membre d'une fédération suspendue) Membre d'une fédération suspendue | 4 min 49 s 13 |             |
| 26   | 3     | 0     | Anastasia Gorbenko         | Israël | 4 min 49 s 64 |             |
| 27   | 2     | 6     | Gabrielle Roncatto         | Brésil | 4 min 49 s 73 |             |
| 28   | 2     | 3     | Emma Carrasco Cadens       | Espagne | 4 min 50 s 83 |             |
| 29   | 2     | 2     | Florencia Perotti          | Argentine | 4 min 52 s 48 |             |
| 30   | 1     | 4     | Lucero Mejia Arce          | Guatemala | 5 min 03 s 52 |             |
| 31   | 2     | 9     | Nicole Frank               | Uruguay | 5 min 04 s 07 |             |
| 32   | 1     | 3     | Chloe Cheng                | Hong Kong | 5 min 05 s 72 |             |
| 33   | 1     | 2     | Vivian Xhemollari          | Albanie | 5 min 11 s 38 |             |
| 34   | 1     | 5     | Samantha van Vuure         | Curaçao | 5 min 32 s 86 |             |
| 35   | 1     | 6     | Meral Latheef              | Maldives | 6 min 23 s 04 |             |

### Finale
| Rang               | Ligne | Nageuse         | Pays            | Temps         |
| ------------------ | ----- | --------------- | --------------- | ------------- |
| Médaille d'or      | 5     | Summer McIntosh | Canada          | 4 min 27 s 11 |
| Médaille d'argent  | 2     | Katie Grimes    | États-Unis      | 4 min 31 s 41 |
| Médaille de bronze | 4     | Jenna Forrester | Australie       | 4 min 32 s 30 |
| 4                  | 1     | Alex Walsh      | États-Unis      | 4 min 34 s 46 |
| 5                  | 6     | Freya Colbert   | Grande-Bretagne | 4 min 35 s 28 |
| 6                  | 7     | Sara Franceschi | Italie          | 4 min 37 s 73 |
| 7                  | 8     | Katie Shanahan  | Grande-Bretagne | 4 min 41 s 29 |
| 8                  | 3     | Mio Narita      | Japon           | 4 min 42 s 14 |